# Resolució 287 del Consell de Seguretat de les Nacions Unides
La Resolució 287 del Consell de Seguretat de les Nacions Unides fou adoptada per unanimitat el 10 d'octubre de 1970, després d'examinar l'aplicació de les illes Fiji per a ser membre de les Nacions Unides, el Consell va recomanar a l'Assemblea general que Fiji fos admesa.